# Водица Св. Врача у Црепаји
Водица Св. Врача у Црепаји, насељеном месту на територији општине Ковачица представља непокретно културно добро као споменик културе.
Водица подигнута 1928. године, састоји се из капеле и конака. Подигао је Стефан Илијин-Коларов, становник Црепаје. У прошлости је представљала значајно култно место на које су доношени болесници и из удаљенијих насеља Баната. Једна је од две водице у Јужном Банату које имају конак.